# Garnotia spadicea
Garnotia spadicea är en gräsart som beskrevs av Jisaburo Ohwi. Garnotia spadicea ingår i släktet Garnotia och familjen gräs. Inga underarter finns listade i Catalogue of Life.